# Міський (стадіон, Товуз)
Товузький міський стадіон (азерб. Tovuz şəhər stadionu) — головний стадіон міста Товуз (Азербайджан), відкритий в 1979 році. Домашня арена футбольного клубу ФК «Туран» Товуз.

## Історія

### Радянський період
Стадіон здали в експлуатацію 5 вересня 1979 року. У день відкриття на ньому провели товариську зустріч між командами «Мехсул» і «Нефтчі». Першу реконструкцію стадіону проведено через два роки після відкриття, у 1981 році.

### Нова історія
1992 року, засновник футбольного клубу «Туран» (Товуз) — Відаді Асадов, нарівні зі створенням і формуванням команди, провів ремонтно-будівельні роботи на стадіоні. Вперше прокладено дренажну систему та встановлено дах над трибунами. У 2004 році, вже під керівництвом Тахіра Юсіфова, добудували базу на території стадіону і встановили 6500 крісел.

### Новітня історія
На території стадіону тривають реконструкційні роботи. Трав'яне покриття замінено на штучне, триває будівництво двох допоміжних тренувальних полів. Відремонтовано VIP ложу, здано в експлуатацію новозбудовані прескімнати. На території стадіону буде встановлено 4 IP камери, за допомогою яких буде вестися інтернет-трансляція.

## Ліцензування
У листопаді 2013 року Асоціація футбольних федерацій Азербайджану звернулася до ФІФА з проханням ліцензувати Товузький міський стадіон. Всесвітня організація позитивно відповіла на запит азербайджанської сторони та присвоїла арені 2 категорію. Товузький стадіон став першим володарем сертифіката такого рівня, отриманого стадіоном зі штучним газоном у регіонах Азербайджану. При цьому встановлення штучного покриття профінансовано АФФА, а також використано кошти УЄФА, виділені на розвиток дитячого футболу в Азербайджані.

## Адреса
Стадіон розташований за адресою: місто Товуз, вулиця Гейдара Алієва, AZ6000.